# Campeonato Asiático de Atletismo de 2017 - 10000 m masculino
A prova dos 10000 metros masculino do Campeonato Asiático de Atletismo de 2017 foi disputada no dia 9 de julho de 2017 no Kalinga Stadium em Bhubaneswar, na Índia. 

## Recordes
Antes desta competição, os recordes mundiais e do campeonato nesta prova eram os seguintes:
|                       | Nome                  | Nacionalidade | Tempo      | Local     | Data                   |
| --------------------- | --------------------- | ------------- | ---------- | --------- | ---------------------- |
| Recorde mundial       | Kenenisa Bekele       | Etiópia       | 26m 17s 53 | Bruxelas  | 26 de agosto de 2005   |
| Recorde do campeonato | Ali Hasan Mahboob     | Bahrein       | 28m 23s 70 | Guangzhou | 14 de novembro de 2009 |
| Recorde asiático      | Abdullah Ahmad Hassan | Catar         | 26m 38s 76 | Bruxelas  | 5 de setembro de 2003  |

## Medalhistas
| Ouro                      | Prata               | Bronze                    |
| Govindan Lakshmanan (IND) | Gopi Thonakal (IND) | Adilet Kyshtakbekov (KGZ) |

## Resultado final
| Posição           | Atleta                | Nacionalidade | Tempo    | Notas |
| ----------------- | --------------------- | ------------- | -------- | ----- |
| Medalha de ouro   | Govindan Lakshmanan   | Índia         | 29:55.87 |       |
| Medalha de prata  | Gopi Thonakal         | Índia         | 29:58.89 |       |
| Medalha de bronze | Adilet Kyshtakbekov   | Quirguistão   | 30:06.65 |       |
| 4                 | Wang Danmuzhenci      | China         | 30:39.68 |       |
| 5                 | Qi Zhenfei            | China         | 31:00.32 |       |
| 6                 | Mohammed Rageh        | Iêmen         | 32:08.71 |       |
| 7                 | Gantulga Dambadarjaa  | Mongólia      | 32:11.06 |       |
| 8                 | Kalidas Hirave        | Índia         | 32:29.87 |       |
| 9                 | Hussain Haroon        | Maldivas      | 34:21.60 |       |
| 10                | Ma Viro               | Camboja       | 34:56.97 |       |
| 11                | Zaid Shareef          | Maldivas      | 35:15.64 |       |
| 12                | Mohammad Karim Yaqoot | Afeganistão   | 35:45.46 |       |
| 13                | Gopi Chandra          | Nepal         | DNF      |       |

Legenda
| Recorde mundial       | Recorde mundial (World record)               |                       | Recorde africano                      | Recorde africano (African) |                                           | Q | Classificado por posição (Qualified) |
| Recorde do campeonato | Recorde do campeonato (Championship record)  | Recorde da América    | Recorde da América (Americas)         | q                          | Classificado por melhor tempo (Qualified) |   |                                      |
| Melhor marca do ano   | Melhor marca do ano (World leading)          | Recorde asiático      | Recorde asiático (Asian)              | DNS                        | Não largou (Did not start)                |   |                                      |
| Recorde nacional      | Recorde nacional (National record)           | Recorde europeu       | Recorde europeu (European)            | DNF                        | Não terminou (Did not finish)             |   |                                      |
| Recorde pessoal       | Recorde pessoal do atleta (Personal best)    | Recorde da Oceania    | Recorde da Oceania (Oceania)          | DSQ / DQ                   | Desclassificado (Disqualified)            |   |                                      |
| Recorde da temporada  | Recorde da temporada do atleta (Season best) | Recorde sul-americano | Recorde sul-americano (South America) | NM                         | Sem marca (No mark)                       |   |                                      |